# 莉爾莎·列基美
莉爾沙·瑪貝爾·列基美·費魯托斯（西班牙語：Larissa Mabel Riquelme Frutos，1985年2月22日—），簡稱莉爾莎·列基美（西班牙語：Larissa Riquelme），是一名巴拉圭女性模特兒及巴拉圭首都亞松森城市劇院的演員。截至2010年，她是巴拉圭收入最高的模特兒。

## 簡歷
列基美是巴拉圭國內有名的模特兒及女演員，她在2010年世界盃期間的舉動聞名中外。她是巴拉圭和波特諾山丘的支持者，她在巴拉圭隊對意大利的賽事中慶祝入球的一幕獲國際傳媒刊登，在該相片中她用乳溝夾著一部諾基亞手提電話（這舉動是手提電話公司宣傳活動的一部分），使她在華文媒體贏來“奶機妹”的外號。她亦是止汗用品AXE在巴拉圭網站的封面人物，在其後巴拉圭參與的賽事中，她為了宣傳該止汗用品，因而在胸前寫上「AXE」的字樣。
當列基美成為互聯網其中一位搜尋次數最多的人物後，她獲西班牙最大型的體育報紙《馬卡報》取名為「世界盃的女朋友」（World Cup's Girlfriend）。她亦獲形容為世界盃中最具名氣的球迷。
在列基美聲名鵲起以及阿根廷領隊迪亞高·馬勒當拿承諾，如果阿根廷隊贏得世界盃，他將會在布宜諾斯艾利斯裸跑後，她亦作出類似的承諾，揚言如果巴拉圭隊贏得世界盃冠軍，她會在亞松森裸跑，身上只有巴拉圭國旗的人體彩繪，甚至只要巴拉圭隊能夠在四強擊敗西班牙，她也會遵守承諾。最終，巴拉圭隊不敵西班牙隊，但是她宣佈將會履行諾言。除了模特兒和演員工作外，她亦曾參與巴拉圭版本的舞動奇迹。

## 外部連結
- （西班牙文）官方网站 （页面存档备份，存于）
- （英文）Larissa Riquelme Pictures Video and Biography
- 莉爾莎·列基美的Facebook專頁
- 莉爾莎·列基美的Instagram帳戶